# 海浮山墓群
海浮山墓群，位于山东省潍坊市临朐县冶源街道红新村海浮山，是中华人民共和国山东省文物保护单位之一。
1992年6月12日，授予山东省文物保护单位，是一座古墓葬。